# Chrysocharis frigida
Chrysocharis frigida is een vliesvleugelig insect uit de familie Eulophidae. De wetenschappelijke naam is voor het eerst geldig gepubliceerd in 1997 door Baur & Hansson.